# Canato de Erevã
O Canato de Erevã (em armênio/arménio:  Երևանի խանություն —Yerevani khanut'yun; em persa: خانات ایروان — Khānāt-e Īravān) também conhecido como Čoḵūr Saʿd, foi um canato que foi estabelecido no Império Safávida no século XVIII. Tinha um área de aproximadamente 19,500 km², e corresponde actualmente com a maioria do centro da actual Arménia, a maioria da província de Eder e do distrito de Caesmane da província de Carse na actual Turquia e os distritos de Xarur e Sadarak da República Autónoma do Naquichevão na actual República do Azerbaijão.
Como resultado da derrota persa na Guerra russo-persa de 1826–1828, foi ocupado pelas tropas russas em 1827 e foi cedido ao Império Russo em 1828 em virtude do Tratado de Turcamanchai. Logo depois disto, os territórios do antigo Canato de Erevã e o Canato do Naquichevão passaram a fazer parte do óblast da Armênia do Império Russo.

## Governo
Durante o domínio persa, os xás designaram vários cãs como beilerbeis (governadores) para reger as suas possessões, criando assim um centro administrativo. Este cãs da tribo Cajar, de origem túrquica, também conhecidos como os sirdar (pers. sardār, “chefe”), governaram o canato inteiro, desde meados do século XVII até à ocupação russa em 1828. O canato foi dividido em quinze distritos administrativos chamados almofalas (maḥals) com o persa como língua oficial.

## População
Muitos eventos levaram ao exílio da população arménia da região. A deportação do Xá Abas I de muita da população das Terras Altas Arménias em 1605 foi um destes, quando cerca de 250.000 arménios foram removidos da região. Para repovoar a região fronteiriça, o Xá Abas II (1642–1666) permitiu a tribo túrquica Kangarli a regressar. Baixo o Xá Nader, os arménios sofreram impostos excessivos e outras penúrias, muitos emigraram, particularmente para a Índia. Muitos arménios foram feitos prisioneiros desde 1804 ou mesmo depois de 1795, outros foram vagar pelo mundo (a Rússia não conseguiu estabelecê-los) por causa da Guerra russo-persa de 1804 e 1813, incluindo 20.000 que foram viver à Geórgia. Na altura da anexação russa os arménios perfaziam menos de 20% (cerca de 15.000) da população do Canato de Erevã em 1828, enquanto os restantes 80% eram muçulmanos (persas, azeris, curdos), perfazendo um população total de 102.000.